# 海津市の地名
- 岐阜県 > 海津市 > 地名

海津市の地名では、同市内に存在する町名・字名を一覧にして記す。括弧内は大字の場合は旧自治体名、数字の場合は成立年もしくは廃止年、町名の場合は旧町名である。

## 海津市発足時
2005年（平成17年）3月28日、海津郡の3町（海津町、平田町、南濃町）が合併して海津市が発足。成立時の地名を以下に記す。

### 旧・海津町
海津町の旧地名の頭に「海津」の文字を冠した。
- 海津町高須町
- 海津町高須
- 海津町福岡
- 海津町西小島
- 海津町東小島
- 海津町萱野
- 海津町札野
- 海津町馬目
- 海津町内記
- 海津町油島
- 海津町石亀
- 海津町金廻
- 海津町外浜
- 海津町森下
- 海津町古中島
- 海津町福江
- 海津町万寿新田
- 海津町稲山
- 海津町深浜
- 海津町安田
- 海津町安田新田
- 海津町帆引新田
- 海津町本阿弥新田
- 海津町沼新田
- 海津町秋江
- 海津町大和田
- 海津町草場
- 海津町駒ケ江
- 海津町立野
- 海津町長久保
- 海津町長瀬
- 海津町日原
- 海津町江東
- 海津町鹿野
- 海津町神桐
- 海津町五町
- 海津町七右衛門新田
- 海津町瀬古
- 海津町田中
- 海津町成戸
- 海津町平原
- 海津町深浜
- 海津町福一色
- 海津町松木
- 海津町宮地

### 旧・南濃町
南濃町の旧地名の頭に「南濃」の文字を冠した。
- 南濃町上野河戸
- 南濃町太田
- 南濃町奥条
- 南濃町駒野
- 南濃町駒野奥条入会地
- 南濃町駒野新田
- 南濃町境
- 南濃町志津
- 南濃町志津新田
- 南濃町田鶴
- 南濃町津屋
- 南濃町徳田
- 南濃町戸田
- 南濃町庭田
- 南濃町羽沢
- 南濃町早瀬
- 南濃町松山
- 南濃町安江
- 南濃町山崎
- 南濃町吉田

### 旧・平田町
平田町の旧地名の頭に「平田」の文字を冠した。
- 平田町今尾
- 平田町岡
- 平田町勝賀
- 平田町三郷
- 平田町蛇池
- 平田町者結
- 平田町須賀
- 平田町高田
- 平田町土倉
- 平田町西島
- 平田町野寺
- 平田町幡長
- 平田町仏師川
- 平田町脇野

## 参考資料
- 角川日本地名大辞典 21 岐阜県